# Pásovec velký
Pásovec velký (Priodontes maximus) je druh velkého chudozubého savce z čeledi pláštníkovití (Chlamyphoridae), který je jediným zástupcem rodu Priodontes. Jeho rozsáhlý areál výskytu sahá od Venezuely na jih přes většinu Brazílie až po severní Argentinu. Jedná se hned o několikanásobného rekordmana: jedná se o největšího recenzního zástupce pásovců (Cingulata), má největší počet zubů (až 100) ze všech suchozemských savců a 3. prst předních končetin má dráp dlouhý kolem 20 cm, což je vůbec nejdelší dráp mezi všemi savci.

## Systematika
Za formální autoritu druhu se považuje skotský vědec Robert Kerr, který pásovce velkéhoformálně popsal v roce 1792. Monotypický rod Priodontes, do kterého pásovec velký taxonomicky spadá, vytyčil francouzský zoolog Frédéric Cuvier roku 1825. Jedná se o monotypický druh, tzn. nejsou rozeznávány žádné poddruhy.
Společně s rody Tolypeutes a Cabassous se řadí do podčeledi Tolypeutinae, jíž je bazálním zástupcem. Na samostatnou evoluční cestu se vydal již ve středním oligocénu.

## Areál rozšíření
Areál výskytu se rozprostírá na poměrně velkém území severních a středních oblastí Jižní Ameriky na východ od And. Na severu sahá k severní Venezuele a přes atlantské pobřeží se táhne východně přes Guyanu do Brazílie a na jih až do severní Argentiny a Paraguaye.

## Popis

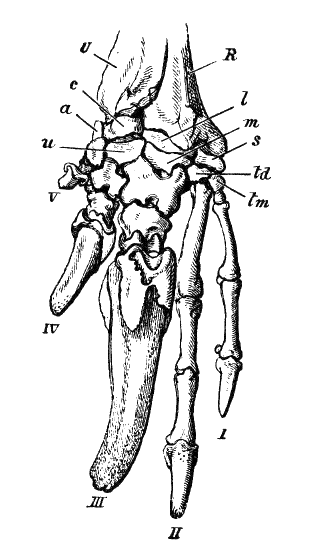
Anatomie ruky pásovce velkého s patrným obřím drápem 3. prstu

Délka těla sahá k 75–100 cm, ocas je dlouhý kolem 50 cm. Dospělci dosahují hmotnosti kolem 60 kg, v zajetí až 80 kg. Občas se v literatuře objevují také záznamy o ještě těžších jedincích, ti nicméně jsou spíše výsledkem dopočítání váhy nadměrně vycpaných muzejních exemplářů a typické naměřené hmotnosti živých zvířat z divoké přírody se pohybují kolem 30–40 kg. Samci bývají větší s těžší než samice. Tyto rozměry z tohoto druhu činí zdaleka největšího zástupce recentních pásovců, nicméně z fosilního záznamu jsou známi mnohem větší pásovci typu obří glyptodonti.
Celé tělo včetně ocasu chrání mohutný krunýř se 14 až 17 poměrně dobře pohyblivými pásy (11–13 je na hřbetu, 3–4 na šíji). Tento krunýř zasahuje pouze do poloviny boků; u ostatních pásovců obepíná celé boky. Krunýř je tmavě hnědě až černě zbarvený, podél jeho spodního okraje se táhne široký světlý pruh. Hlavový štít je oválného tvaru a nezasahuje mezi oči. Ocas je oštítěn malými, natěsno umístěnými kruhovými destičkami. Na rozdíl od ostatních pásovců se pásovec velký nemůže stočit do klubíčka a v případě ohrožení se raději zkouší zahrabat. Prsty na předních končetinách jsou silně odrápeny, dráp 3. prstu je mnohem větší než ostatní drápy a může měřit až 20 cm, což představuje vůbec nejdelší dráp mezi všemi savci. Srst je přítomná pouze v podobě několika béžových chlupů vyrůstajících mezi pásy krunýře. Hlava je malá, čumák dlouhý s useknutým koncem. Pásovec velký může mít až 100 zubů, což je vůbec největší počet zubů mezi všemi suchozemskými savci. I přes svůj nemotorný vzhled se jedná o pružného a hbitého savce, který umí velmi rychle hrabat a také se stavět na zadní nohy, kdy k balancování využívá svůj ocas.

## Ekologie a chování

### Ekologie

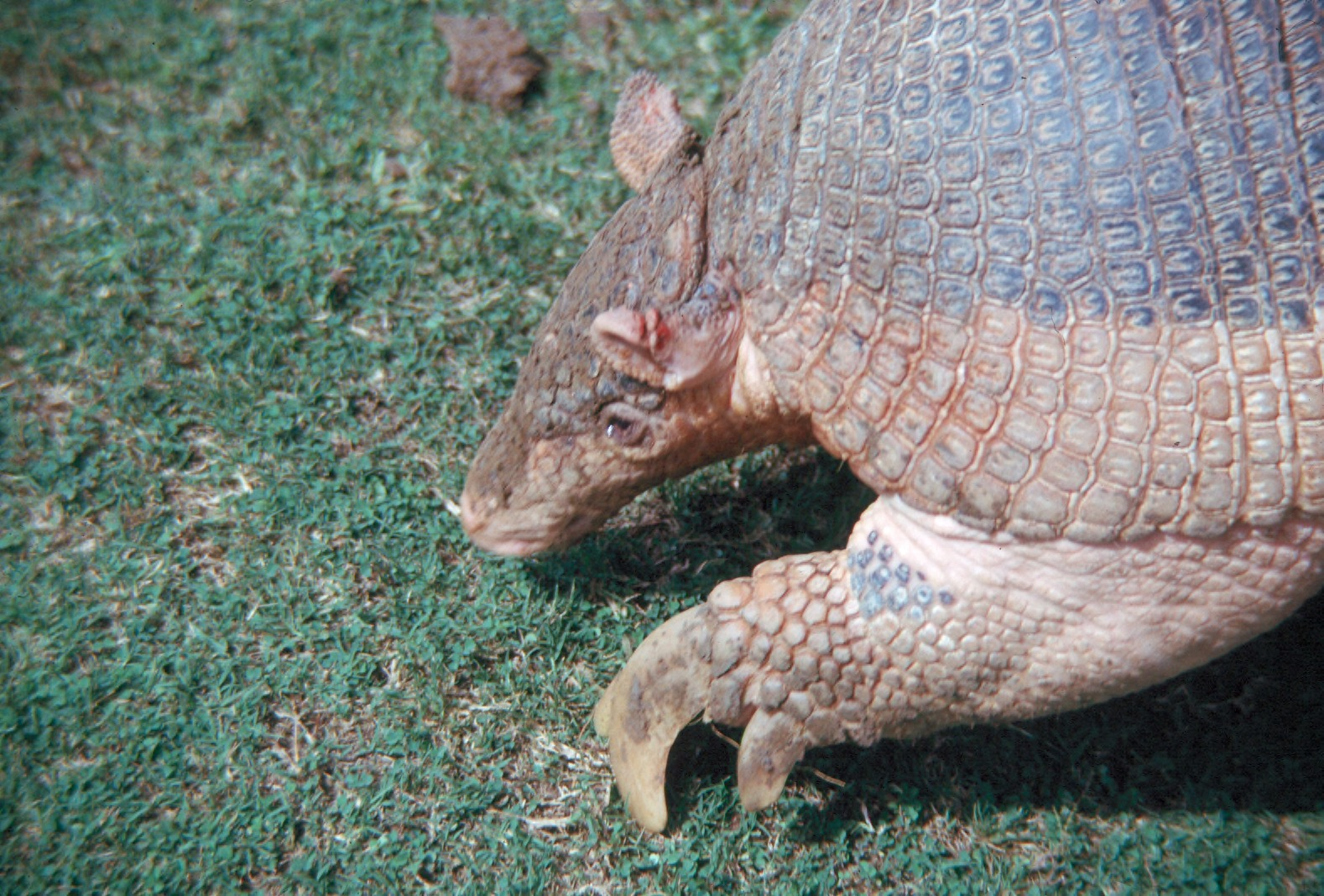
Bližší pohled na pásovce velkého a jeho hlavu a dráp

Jedná se o hrabavé noční zvíře, které tráví velkou část života v norách, které si samo vyhrabe. V Brazílii vykazovali pásovci velcí největší aktivitu mezi 2.–4. hodinou ranní, v Kolumbii mezi 22:00–0:00. Přes den jsou aktivní jen výjimečně. K hrabání pásovci dobře slouží jeho mohutné přední končetiny s obrovským drápem na třetím prstu. V norách přitom tráví více času než některé jiné druhy pásovců; byla pozorována samice pásovce velkého zalezlá v noře po dobu 17 dní. Díky častému hrabání nor je pásovec velký považován za ekosystémového inženýra, což je organismus s výrazným dopadem na biotop, ve kterém žije. V případě pásovce velkého se jedná o jeho schopnost vytvářet velké množství nor v poměrně krátkém čase, které mohou být později využívány jinými obratlovci i bezobratlými. Studie z brazilského Pantanalu identifikovala hned 24 obratlovců, kteří nory pásovce nějakým způsobem využívají, studie z argentinského regionu Chaco s pomocí kamerových pastí zachytila v pásovcových norách 17 savců, 9 ptáků a jednoho plaza, a v brazilském rezervaci Sooretama u atlantského pobřeží bylo to bylo hned 37 obratlovců. Nory mívají kolem 40 cm na šířku a 35 cm na výšku.

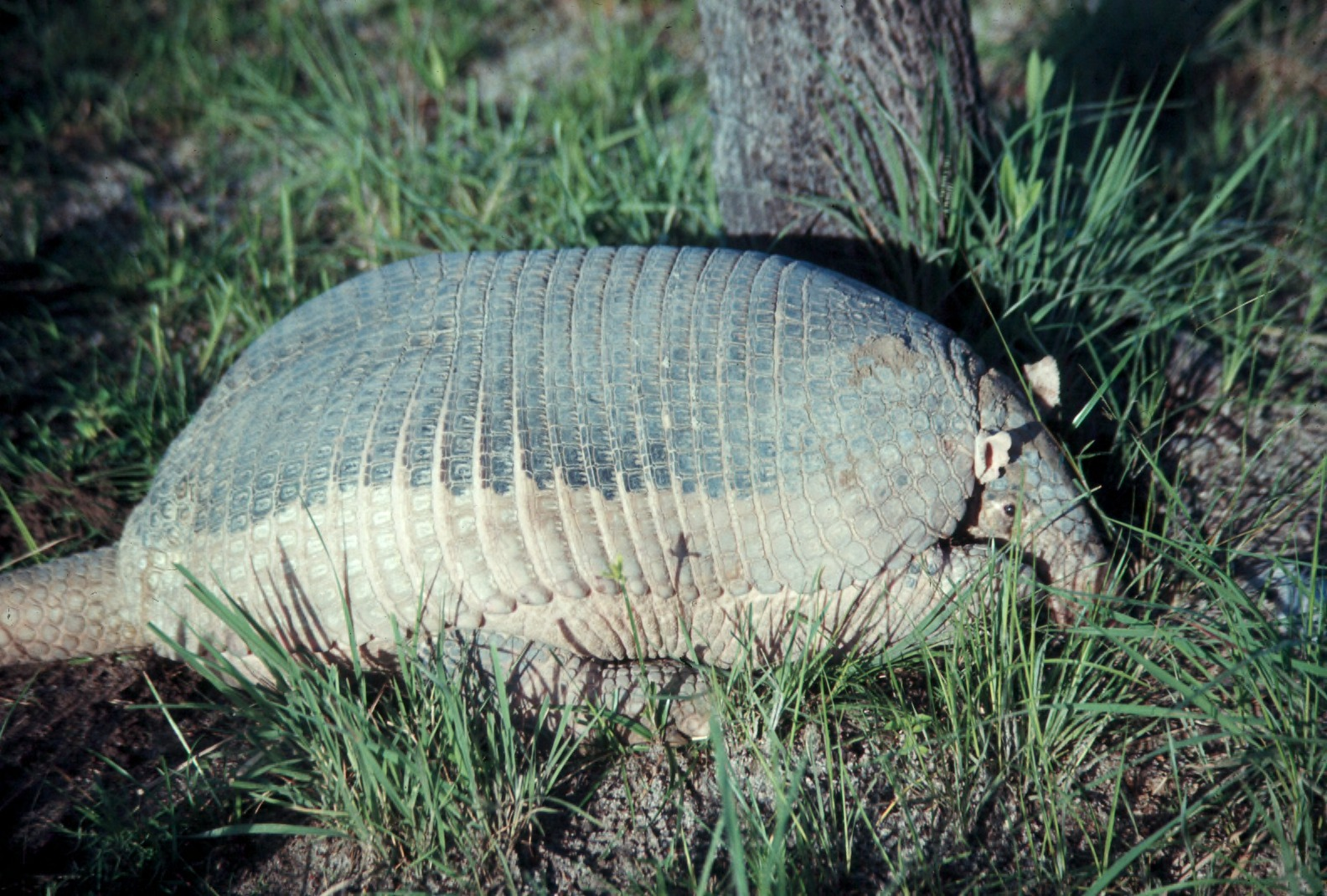
Pásovec velký

Pásovec velký se může vyskytovat v různých habitatech, jako jsou travnaté plochy cerrada i husté lesy s významným množstvím houštin. Vedle suchých oblastí může pobývat i v těsné blízkosti vody, občas si nory hloubí přímo v termitištích. Vyskytuje se od hladiny moře do 500 m n. m. Velikost domovských okrsků samic v brazilském národním parku Serra da Canastra byla 450 hektarů, v Pantanalu 1500 hektarů. Domovské okrsky pásovců ve středozápadní Brazílii měli 2500 hektarů. Ve střední Brazílii pásovci velcí urazili v průměru 1800 m za noc. V Kolumbii byla hustota výskytu odhadnuta na 5,8 pásovců velkých na 100 km², v Brazílii na 7,65 na 100 km².

### Potrava

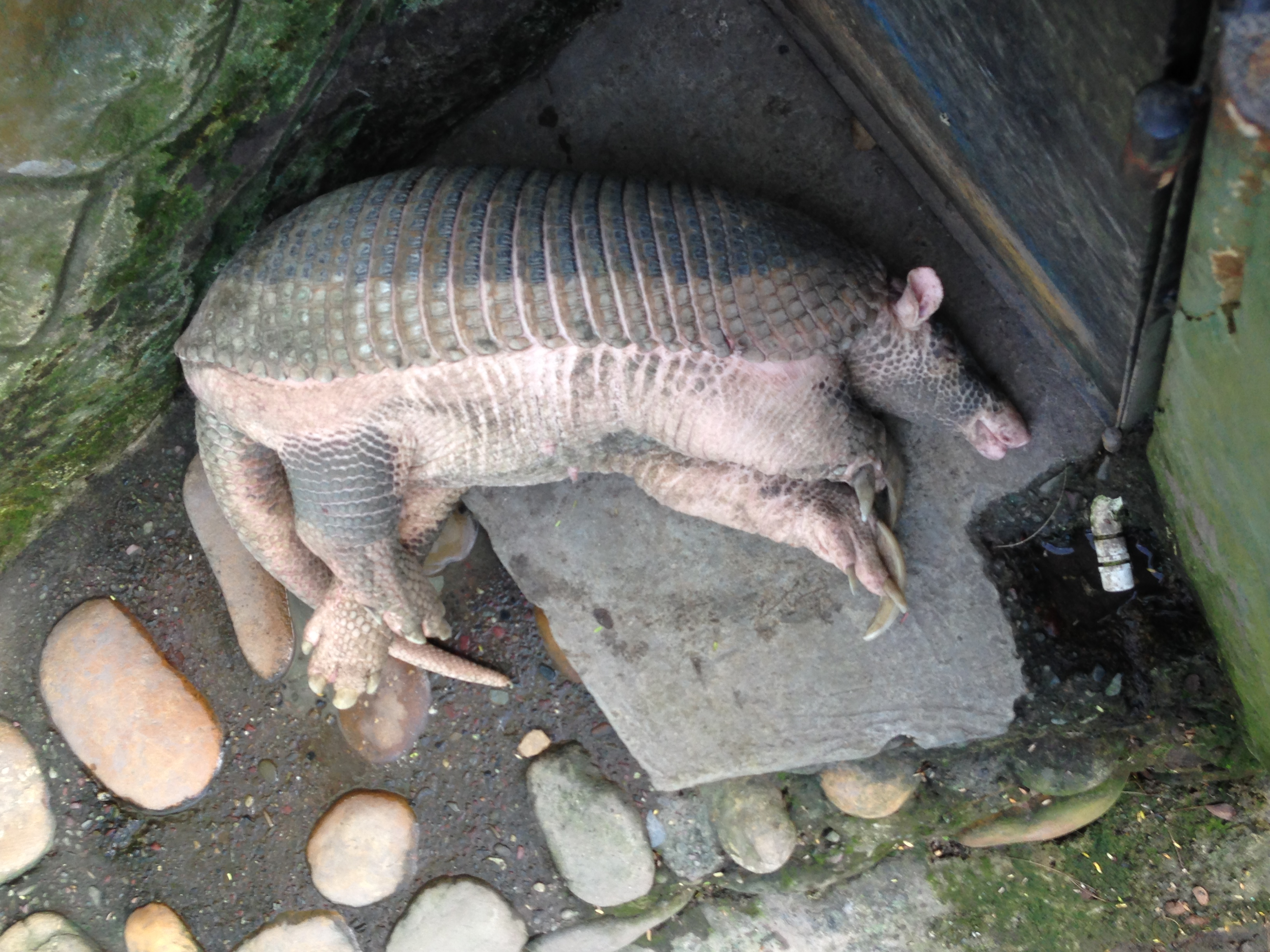
Spící pásovec velký v kolumbijské zoo

Potravu shání primárně v podzemí. Živí se hlavně termity a ve starší literatuře se objevuje, že se jedná čistě o myrmekofága, nicméně novější výzkum ukazuje, že je ve svém jídelníčku značně oportunistický a vedle termitů a mravenců sežere i další bezobratlé, jako jsou brouci, mnohonožky, štíři, pavouci, červi nebo švábi. Může pozřít i menšího hada nebo mršinu. Spíše výjimečné jsou záznamy pásovce velkého požírající rostlinný materiál jako ovoce nebo semena. Pásovec velký bývá občas obviňován farmáři z vyhrabávání zeleniny, avšak spíše hledá v záhonech bezobratlé.

### Rozmnožování
O rozmnožování je známo je minimum dat a řada informací objevující se v literatuře bude patrně nepřesných. Samice vrhá jedno, občas dvě mláďata, doba laktace se pohybuje kolem 4–6 měsíců. K potravnímu osamostatnění mláděte dochází kolem věku 11–12 měsíců, avšak potomek je nadále závislý na matčiných norách až do věku 18 měsíců.

## Ohrožení

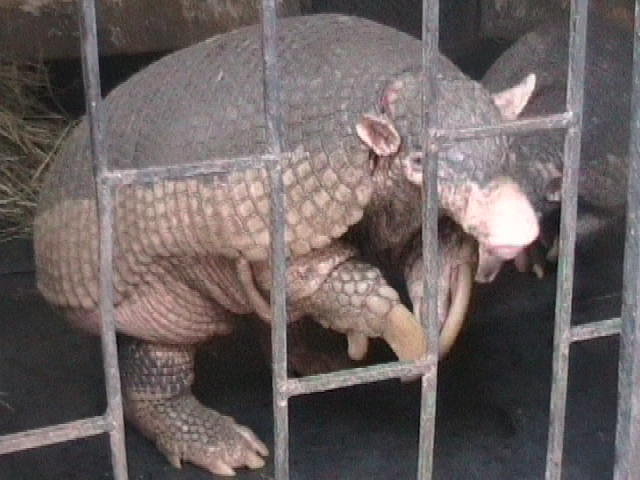
Pásovec velký v kolumbijské zoo

Mezinárodní svaz ochrany přírody (IUCN) ve své zprávě o vyhodnocení stavu populace pásovce velkého z roku 2014 považoval druh za zranitelný. Ve svém areálu výskytu má značně nepravidelné rozšíření a jeho populace nebude nijak početná. Hlavním ohrožením pásovce velkého je lov na maso a zánik přirozeného prostředí. Občas může dojít k odchytu jedince za účelem chovu jako domácího mazlíčka, nicméně pásovec většinou nepřežívá v zajetí příliš dlouho. Z krunýře, ocasu a drápů se vyrábí různé předměty včetně např. kolébek pro děti.
U některých domorodých kultur se traduje, že pásovec velký vyhrabává pohřbené lidi a jedení jeho masa je proto tabu, tzn. zapovězeno. V mnoha částech jeho areálu výskytu, jako je brazilská rezervace Sooretama, čelí pásovec velký hrozbě vyhynutí. Z jižních částí svého původního areálu rozšíření již převážně vymizel a v Uruguay je již patrně vyhynulý.

## Chov
V zajetí se pásovec velký chová jen zřídka. V roce 2024 byly známy jen 4 chovatelská zařízení, která měla pásovce velkého v držení. Jednalo se o zoologické zahrady v Brazílii, Kolumbii a Bolívii.